# Drepturi digitale
Sintagma drepturi digitale descrie drepturile omului ce permit indivizilor accesul, utilizarea, crearea și publicarea conținutului digital sau să acceseze și să utilizeze calculatoare si alte dispozitive electronice sau rețele de comunicații. Sintagma se referă mai ales la protecția și realizarea drepturilor existente, cum ar fi dreptul la intimitate sau libertatea de exprimare, în contextul noilor tehnologii digitale, îndeosebi Internetul. Accesul la Internet este recunoscut ca drept de legile mai multor țări.